# Французская академия наук
Францу́зская акаде́мия нау́к (фр. Académie des sciences — Академия наук) — научная организация, основанная в 1666 году Людовиком XIV по предложению Жан-Батиста Кольбера, чтобы вдохновлять и защищать французских учёных.
Одна из первых академий наук в мире. Распространённое неофициальное название французской Академии наук — Парижская академия наук. Входит в Институт Франции (одна из пяти национальных академий).
В XVII и XVIII веках была на передовом фронте научных исследований в Европе.

## История

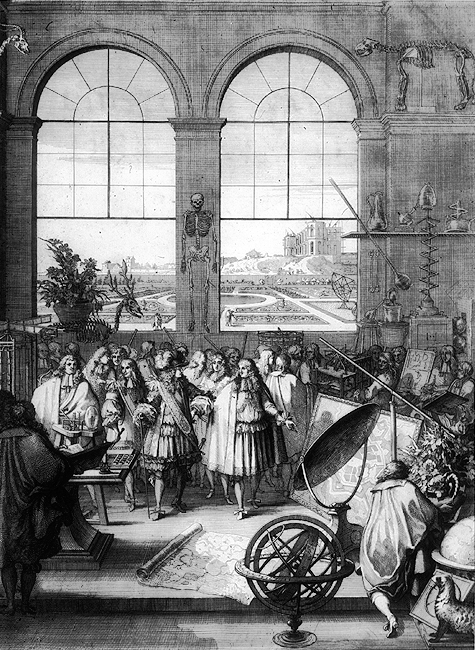
Визит короля Людовика XIV в Академию наук в 1671 году

В архивах Академии хранятся протоколы заседаний, старейший датируется 1666 годом.
Одной из самых замечательных коллекций Академии является архив Антуана Лорана Лавуазье, документы которого являются источником первостепенного значения для историков химии и историков политической и экономической жизни XVIII века.
В Академии хранятся архивы Пьера Луи Мопертюи, Рене-Антуана Реомюра, Андре-Мари Ампера, Жиля Персона де Роберваля, Жана-Батиста Дюма и архивы современных учёных, таких как Пьер Дюгем, Луи де Бройль, Эли Картан, Анри Ле Шателье, Эмиль Борель, Андре Вейль, Луи Неель.

## Президенты
- Христиан Гюйгенс ван Зёйлихем (1666—1681)
- Мишель Фердинан Д’Альбер д’Айи (1746, 1750, 1759)
- Луи Исидор Дюперре (1850)
- Анри Мари Булей (1885)
- Анри Вийя (1948)

## Члены из России и СССР
- Пётр I (1717)[7]
- Иван Фёдорович Крузенштерн (1810; корреспондент)[8]
- Фердинанд Петрович Врангель (1856; корреспондент)[9]
- Михаил Васильевич Остроградский (1856; корреспондент)[10]
- Фёдор Петрович Литке (1861; корреспондент)[11]
- Пётр Александрович Чихачёв (1861; корреспондент)[12]
- Николай Николаевич Зинин (1873; корреспондент)[13]
- Николай Иванович Кокшаров (1874; корреспондент)[8]
- Карл Максимович Бэр (1876)[14]
- Александр Онуфриевич Ковалевский (1895; корреспондент)[8]
- Дмитрий Иванович Менделеев (1899; корреспондент)[15]
- Николай Александрович Забудский (1911; корреспондент)[13]
- Иван Петрович Павлов (1911; корреспондент)[7]
- Александр Михайлович Ляпунов (1916; корреспондент)[11]
- Сергей Николаевич Виноградский (1924)[9]
- Владимир Иванович Вернадский (1928; корреспондент)[16]
- Юлий Михайлович Шокальский (1932; корреспондент)[17]
- Иван Матвеевич Виноградов (1946; корреспондент)[16]
- Дмитрий Николаевич Прянишников (1946; корреспондент)[7]
- Сергей Натанович Бернштейн (1955)[14]
- Дмитрий Владимирович Скобельцын (1957; корреспондент)[17]
- Андрей Николаевич Колмогоров (1966)[8]
- Михаил Алексеевич Лаврентьев (1971)[11]
- Израиль Моисеевич Гельфанд (1976)[18]
- Виктор Амазаспович Амбарцумян (1978)[19]
- Леонид Иванович Седов (1978)[17]
- Николай Николаевич Семёнов (1978)[17]
- Сергей Львович Соболев (1978)[17]
- Андрей Дмитриевич Сахаров (1981)[17]
- Владимир Игоревич Арнольд (1984)[19]
- Михаил Леонидович Громов (1989)
- Гурий Иванович Марчук (1989)[15]
- Александр Маркович Поляков (1998)
- Максим Львович Концевич (2002)
- Владимир Михайлович Котляков (2002)[20]
- Людвиг Дмитриевич Фаддеев (2002)
- Юрий Иванович Манин (2005)
- Владимир Гершонович Дринфельд (2009)
- Марат Миратович Юсупов (2023)[21]

## Награды
Присуждает ежегодно десятки премий, в число которых входят:
- Большая медаль
- Монтионовская премия
- премия имени Ж. Кювье

Ранее присуждались
- премия имени Лаланда
- премия Понселе.

## Академия в настоящее время
Сейчас Академия является одной из пяти академий, входящих в Институт Франции. Члены Академии избираются на всю жизнь. В настоящее время насчитывается 150 полноправных членов, 120 иностранных членов и 300 корреспондентов. Они делятся на две научные группы: математические и физические науки и их приложения, а также химические, биологические, геологические и медицинские науки и их приложения.
Президент Академии : Франсуаза Комб (в 2025-2026)
Непременные секретари Академии: Этьен Жис (с 2019) и Антуан Триллер (с 2021).